# Tractat de Madrid (1891)
El Tractat de Madrid relatiu al Registre Internacional de Marques és un tractat internacional signat a la ciutat de Madrid que fou el primer tractat de donar protecció jurídica a la paraula francesa champagne. Mitjançant la signatura d'aquest tractat es creà una marca comercial amb aquest nom. Després d'un registre inicial en tot el territori francès, el govern demanà a l'Organització Mundial de la Propietat Intel·lectual (OMPI), amb seu a la ciutat suïssa de Ginebra, l'acceptació d'aquest registre internacional i protecció en la denominació del xampany per a uns determinats vins escumosos.
A partir d'aquest tractat se simplificà el procediment per sol·licitar el registre d'una marca comercial a nivell mundial a l'OMPI, tenint en compte que per ser acceptat primer ha d'estar registrat al seu país. La petició d'anul·lació com a conseqüència d'una acció judicial iniciada després de cinc anys d'inscripció no pot afectar el registre internacional.